# Kvasifibration
Inom algebraisk topologi, en del av matematiken, är en kvasifibration, introducerad av Dold och Thom, en kontinuerlig avbildning av topologiska rum {\displaystyle f:X\to Y} så att fibrerna {\displaystyle f^{-1}(y)} är homotopiskt ekvivalenta till homotopifibret av f via kanoniska avbildningen. En fibration är en kvasifibration.